# جامعة سري بكاوان للتربية الدينية
جامعة سري بكاوان للتربية الدينية (بالملايو:Kolej Universiti Perguruan Ugama Seri Begawan، إختصار: KUPU SB) هي جامعة في بروناي تم تأسيسها في أغسطس 2007 من قبل السلطان حسن البلقية. تعد جامعة سري بكاوان الجامعة الرابعة في بروناي دار السلام. 

## الكليات
- كلية التربية
- كلية الشريعة
- كلية أصول الدين
- مركز تعليم اللغة
- مركز العلوم الأساسية
- مركز للدراسات العليا
- مركز بحثي مختص بأهل السنة والجماعة

## وصلات خارجية
- سيري بيغاوان الدينية المعلمين بجامعة الموقع الرسمي